# Імір (острів)
Імір (дан. Ymer Ø) — острів на північному сході узбережжя Гренландії. Має площу 2 437 км². Має гористу поверхню. Найвища точка знаходиться на висоті 1 900 метрів над рівнем моря. Острів є частиною Гренландського національного парку (є найбільшим та найпівнічнішим національним парком у світі). Названий на честь гіганта Імір, що був праотцем раси гігантів Йотун.
| Ґренландія | Це незавершена стаття з географії Гренландії. Ви можете допомогти проєкту, виправивши або дописавши її. |